# Megan Miranda
Pour les articles homonymes, voir Miranda.
Megan Miranda est une femme de lettres américaine, auteure de récits appartenant aux genres du roman policier ou du fantasy, et principalement destinés à la jeunesse.

## Biographie
Megan Miranda fait des études au Massachusetts Institute of Technology, où elle obtient un diplôme de biologie.
Elle obtient un succès international avec Fracture (2011), œuvre de littérature d'enfance et de jeunesse se présentant comme un roman policier à la limite du fantastique, qui raconte les aventures de la jeune Delaney Maxwell qui, après avoir été rescapée d'un noyade, se découvre des capacités surnaturelles de prédire la mort.
En 2016, elle fait paraître Évanouies (All the Missing Girls), son premier roman policier pour adultes.

## Œuvre

### SérieFracture
1. Fracture, Pocket Jeunesse, 2014 ((en) Fracture, 2011), trad. Juliette Paquereau, 320 p.  (ISBN 978-2-266-21930-3)
2. (en) Hysteria, 2013
3. (en) Vengeance, 2014
4. (en) Soulprint, 2015
5. (en) The Safest Lies, 2016
6. (en) Fragments of the Lost, 2017

### Romans indépendants
- Évanouies, La Martinière, 2016 ((en) All the Missing Girls, 2016), trad. Pierre Brevignon, 448 p.  (ISBN 978-2-7324-7207-2)
- (en) The Perfect Stranger, 2017
- (en) The Last House Guest, 2019
- Come Find Me, Bayard jeunesse, 2022 ((en) Come Find Me, 2019), trad. Françoise Nagel, 432 p.  (ISBN 979-10-363-1128-4)
- (en) The Girl from Widow Hills, 2020
- (en) Such a Quiet Place, 2021
- (en) The Last to Vanish, 2022
- (en) The Only Survivors, 2023